# Neubrügg
Neubrügg lub Neubrücke – kryty drewniany most na rzece Aare między miejscowościami Kirchlindach i Bernem w kantonie Berno w Szwajcarii. Jest zabytkiem o znaczeniu narodowym.

## Historia
Po raz pierwszy most w miejscu przeprawy promowej został wybudowany w 1469 roku. Obecny most został wybudowany w latach 1934/35. Most był kilkakrotnie remontowany. Gruntowny remont przeprowadzono w 1932 roku. Było to możliwe ponieważ w latach 1911–13 w pobliżu zbudowano nowy betonowy most Halenbrücke. Po raz ostatni most remontowano w latach 1975–1976.

## Opis
Most ma 5,8 metra szerokości i jest długi na 92,2 metra. Jezdnia ma 4,6 metra. Maksymalna szerokość pojazdów, które mogą wjechać na most wynosi 3,5 metra. Został wsparty na 4 filarach z tufu i piaskowca. Dach zbudowano z jodły, a elementy konstrukcyjne z dębu. Od południa na most wjeżdża się przez bramę z piaskowca, która ma na szczycie umieszczony herb z orłem cesarskim i dwoma berneńskimi niedźwiedziami oraz napis ANNO MDXXXV DOMINI. Herb znalazł się również na ścianie bramy północnej. 